# 児島競艇場
児島競艇場（こじまきょうていじょう）は、岡山県倉敷市にある競艇場である。

## 概要
1952年、当時の児島市（現、倉敷市）に開設された。通称は児島ボート、現在の通称はBOAT RACE児島（ボートレースこじま）。
主催は第1施行者が倉敷市（ボートレース事業局）、第2施行者が「備南競艇事業組合」（総社市・早島町・浅口市・里庄町で構成する一部事務組合）となっている。
入場料は100円。スタンド客席数は7,618席、場内の駐車場台数は約2,500台。入場門は3ヶ所、食堂は大小あわせて7ヶ所、また銀行のCDもある。
開門時間は9:45（レースによって開門時刻の変更あり）で、開門に併せて中継放送を開始。全レース終了後はダイジェストや明日の展望を場外発売所を中心に放送する。
イメージキャラクターはアヒルの「ガァ～コ」。随所にはガァ～コと仲間たちとのCGアニメが挿入されており、かつてはローカル向けにTVCMにも起用されていた。
また、北端には入場料不要で舟券が購入できる外向前売投票場「ポートウインク」（7:30-15:30）があったが、2011年9月20日に新たな投票施設を増設し外向発売所「児島ガァ～コピア・新館」（7:30-21:00・ナイター発売日以外は17:00）がオープンしたのに伴い、「ポートウインク」は「児島ガァ〜コピア・旧館」（10:00-17:00・ナイター開催GI発売日のみ21:00）としてリニューアルオープンした。
日本モーターボート選手会会長でもあった黒明良光（登録第2090号）は、選手時代にここ児島競艇場をホームプールとしていた。現在は実況放送のスタート展示・リプレイ解説を担当している。
実況はメディアターナーの椛島健一が担当するが（詳細は当人の項を参照）、2022年以降はまれに丸亀競艇場メイン実況の槫谷篤史が実況に入る。2021年以前は梶西達も実況を行ったことがあった。
モーターの入れ替え時期は、毎年1月。2010年1月9日からの開催より大型吸気サイレンサー付きの消音モーターを採用。2015年1月から、現行の出力低減モーターを導入した。

## 施設概要

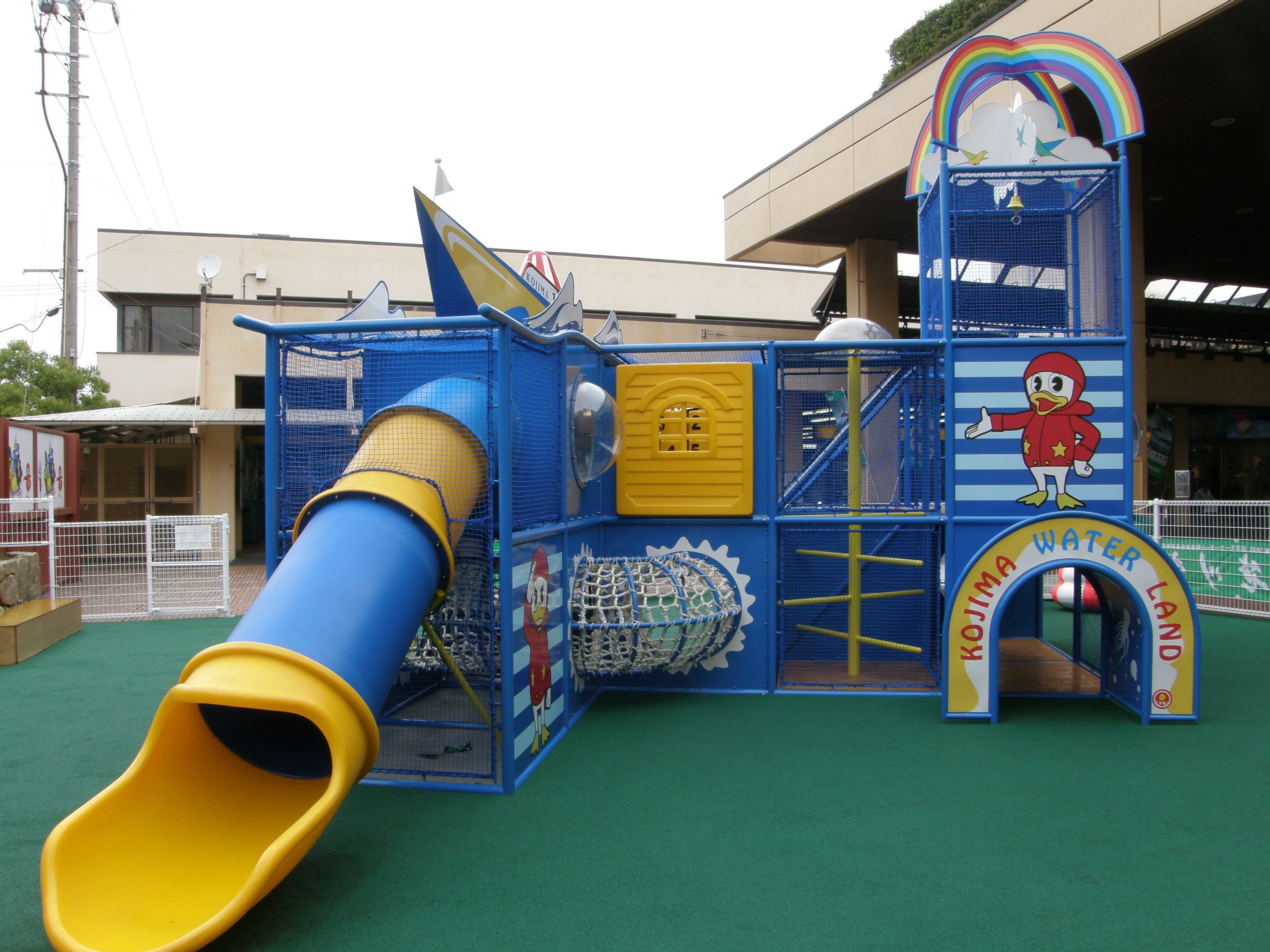
ガァ〜コランド
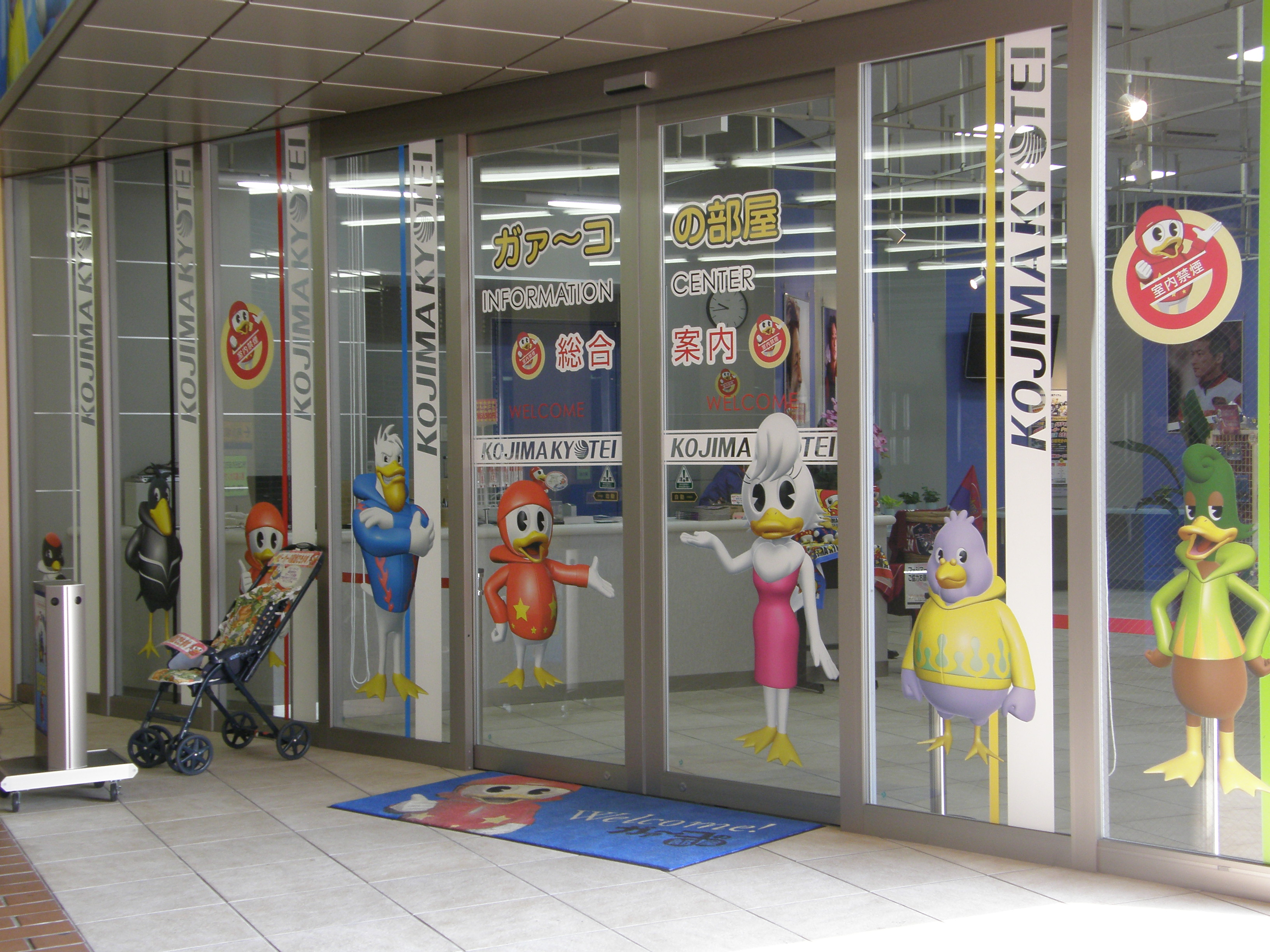
ガァ〜コの部屋

1階
屋外観覧席2307席、500人収容できるイベントホール、インフォメーションセンター・グッズ販売などを行う「ガァ〜コの部屋」（2008年2月23日オープン）、毎節の優勝者表彰式などを行うイベント特設場の「ガァ〜コステージ」（2009年2月オープン）、女性子供ルームに屋外子供用遊具が併設された「ガァ～コランド」（2009年4月リニューアル）、ATMコーナー（中国銀行）、食堂（コスモス・アジサイ）
2階
展示コーナー、食堂（サルビア）
3階
屋内観覧席3194席、東スタンドには女性カップル席105席、88インチ大型モニターがあるラウンジ183席、女性子供ルーム、食堂（ナデシコ・すずらん）
4階
西スタンドには予想紙サービス・専用投票場やレストラン（カトレア）がある車椅子対応の特別観覧席（指定席、グループ席）402席
※東スタンド（屋内観覧席1968席、軽食喫茶クローバー）は平成30年4月1日をもって閉鎖された。
5階
予想紙やドリンクサービス・モニター付きシート・専用の投票場や駐車場がある有料会員制のロイヤルルーム（年会費120,000円・来場日は別途利用料が必要）がある。
- ガァ〜コランド
- ガァ〜コの部屋

## コース概要

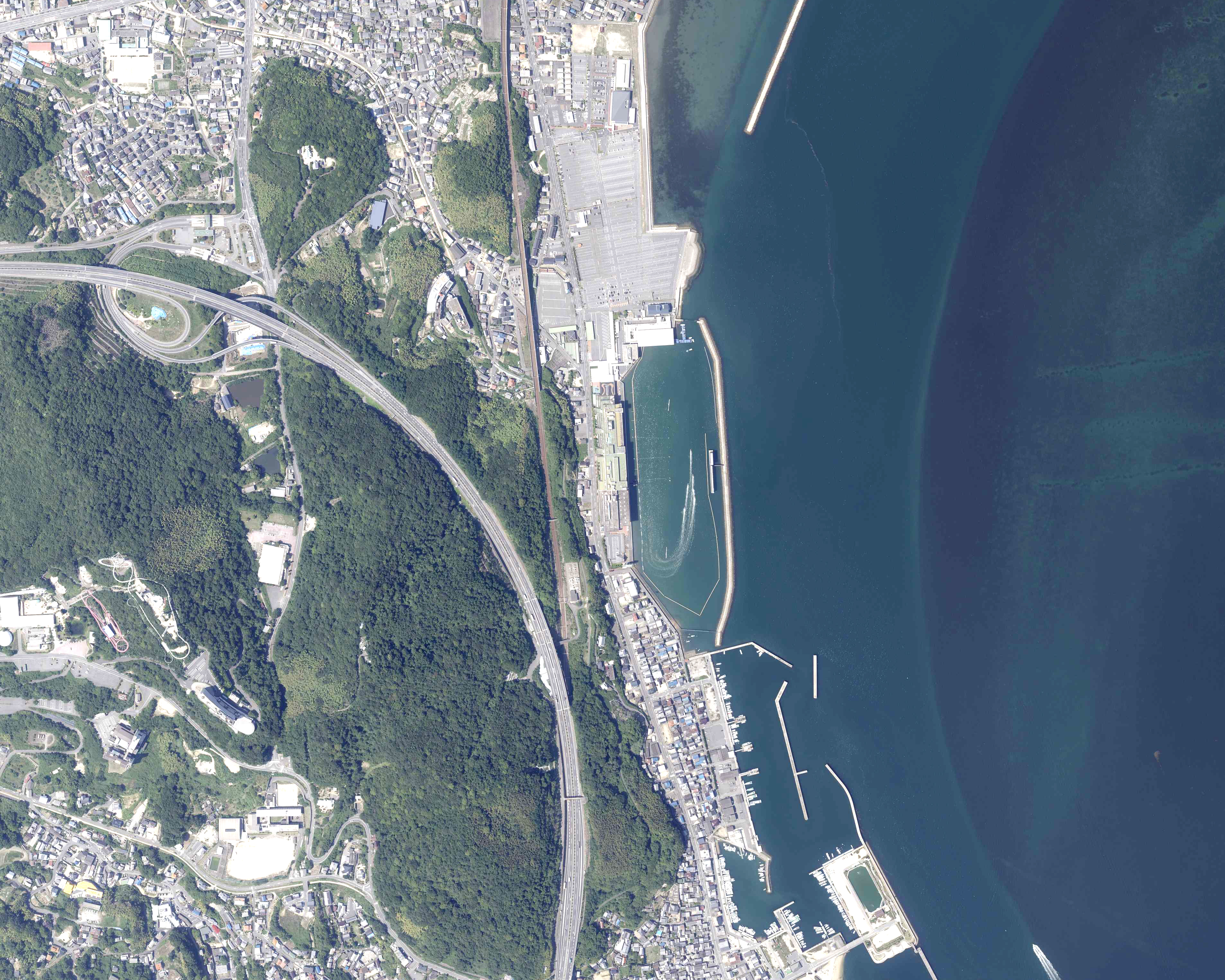
児島競艇場周辺の空中写真。2021年6月9日撮影。。

競走水面は海 で、水質は海水。丸亀競艇場・宮島競艇場・徳山競艇場・下関競艇場と並んで、瀬戸内海の海水を利用したコースで、潮の干満によりレースの傾向が変わり、潮の干満は2,3メートルである。満潮時は水面のうねりの影響が出るが、干潮時には逆に穏やかな水面状況になる。競走水面の広さは日本の競艇場の中でも屈指 で、とくにバックストレッチの広さに特徴がある。イン優勢の流れは他の競艇場同様変わらないが、広大な水面と潮の干満の差が大きい水面の影響からか、イン逃げが中々決まらず、捲り決着や高配当での決着も少なからず見られる等、コース不問の多彩な決まり手が出やすい競艇場でもある。

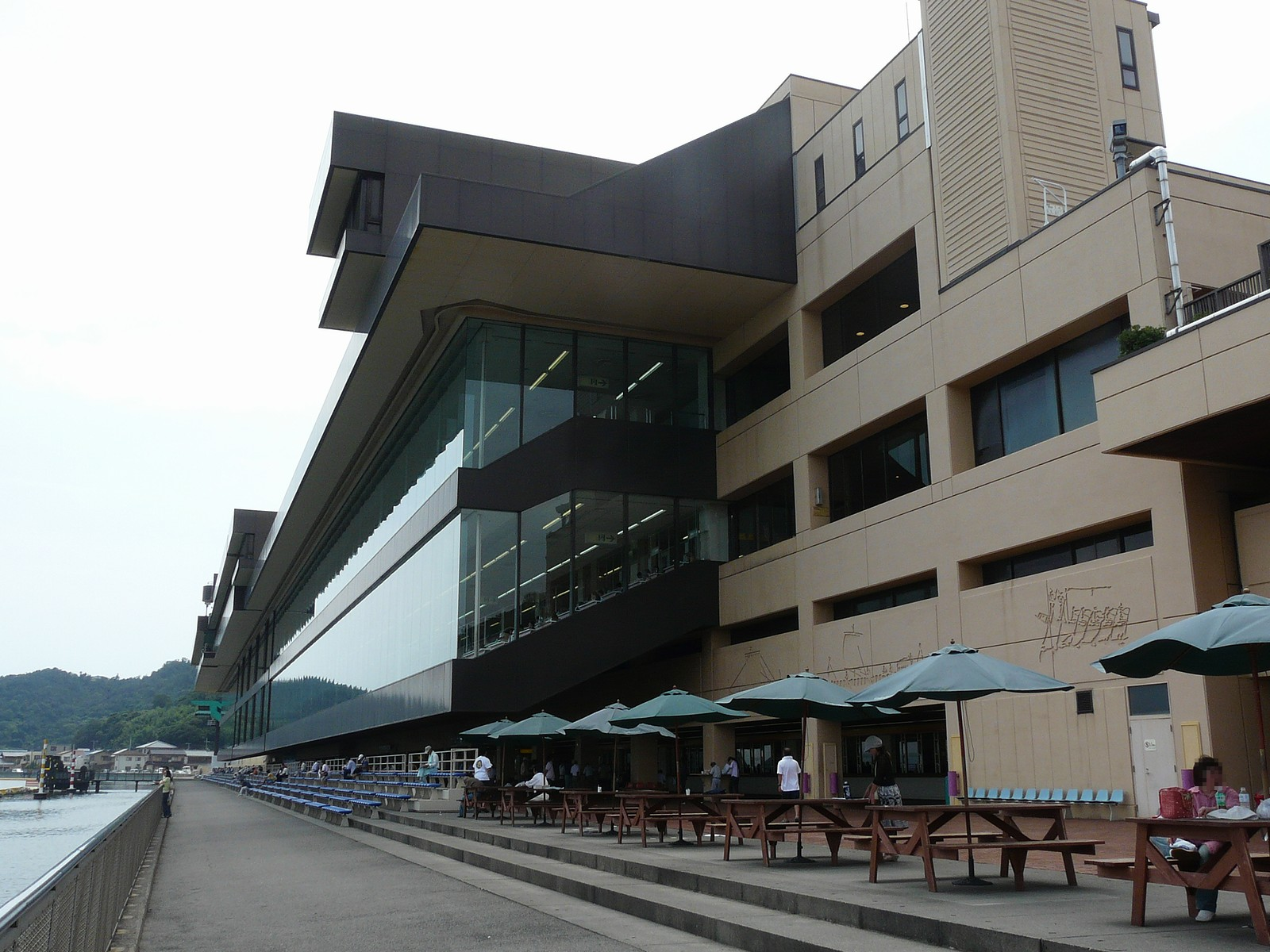
観客席
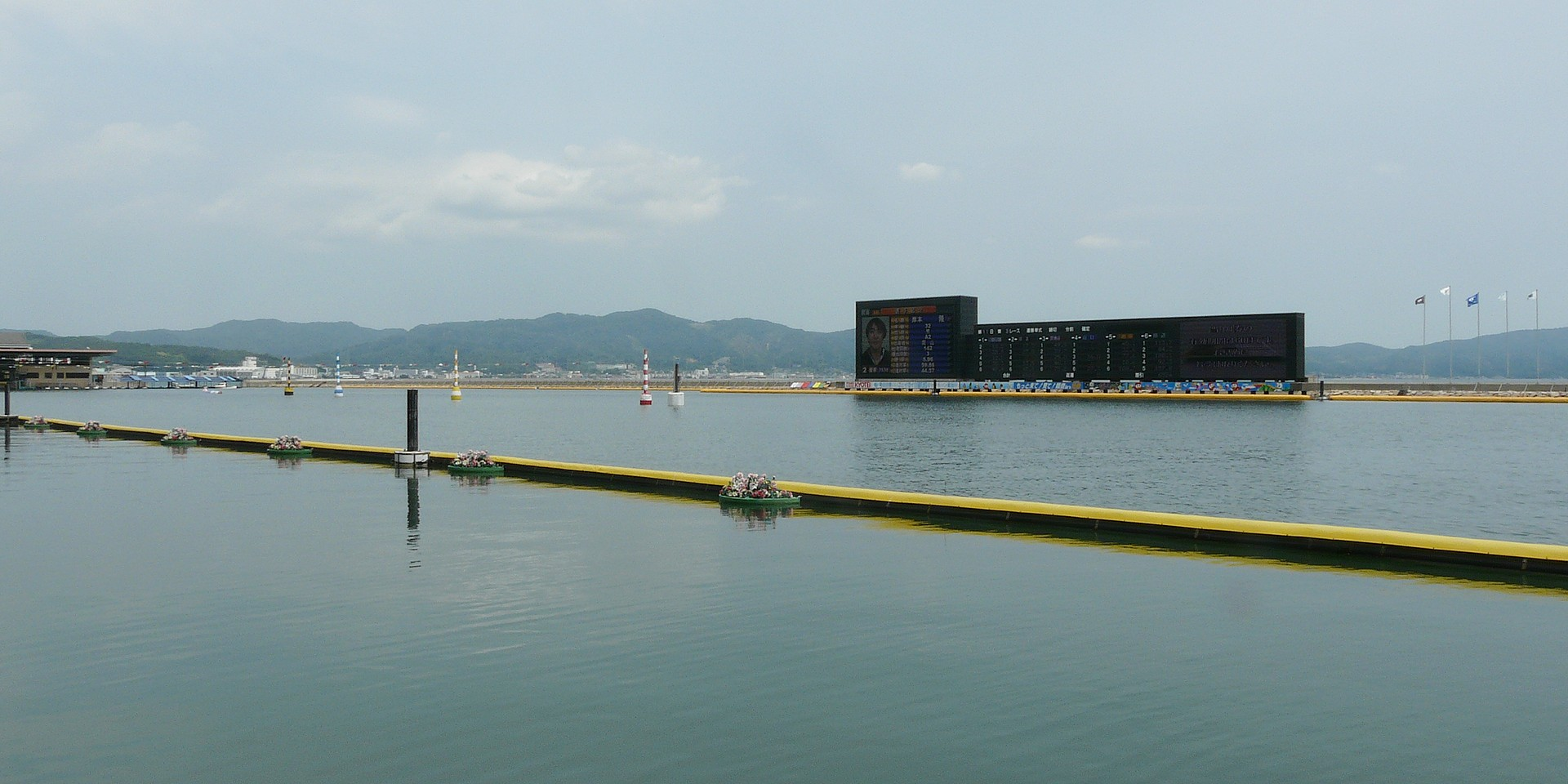
水面
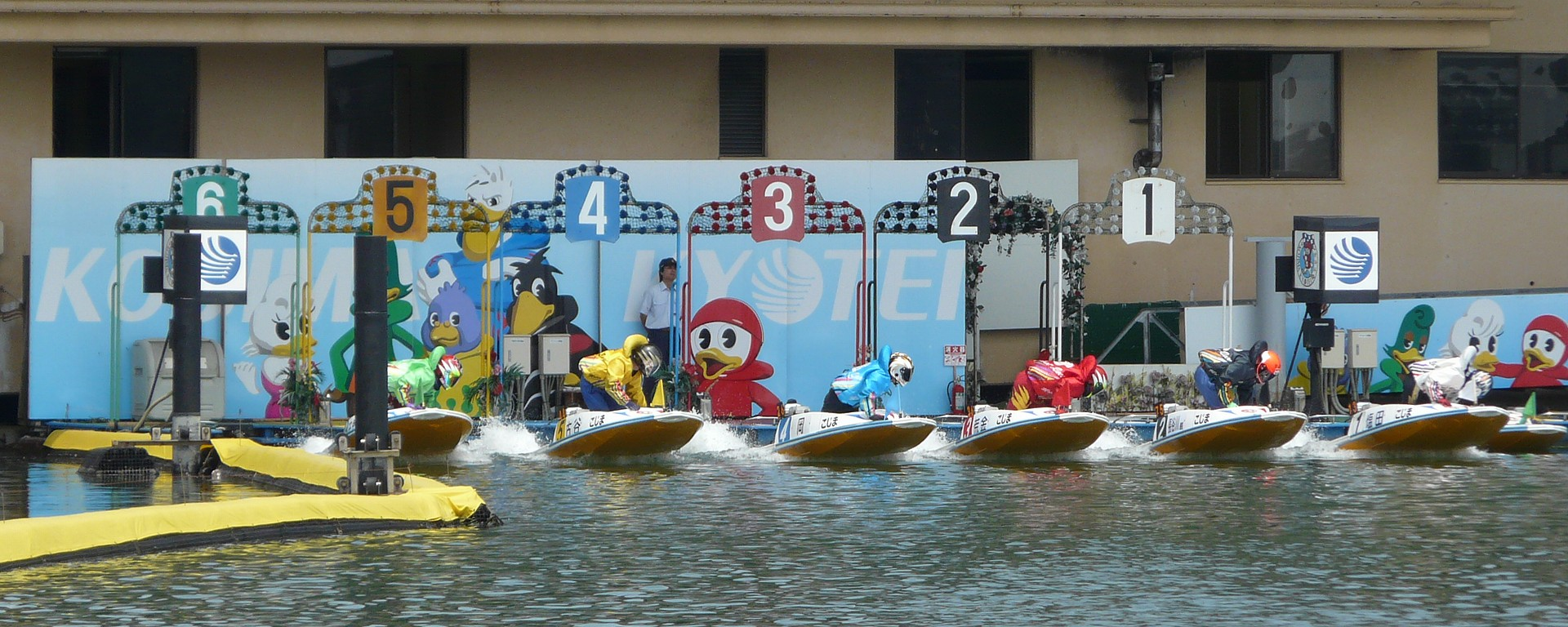
発走ピット
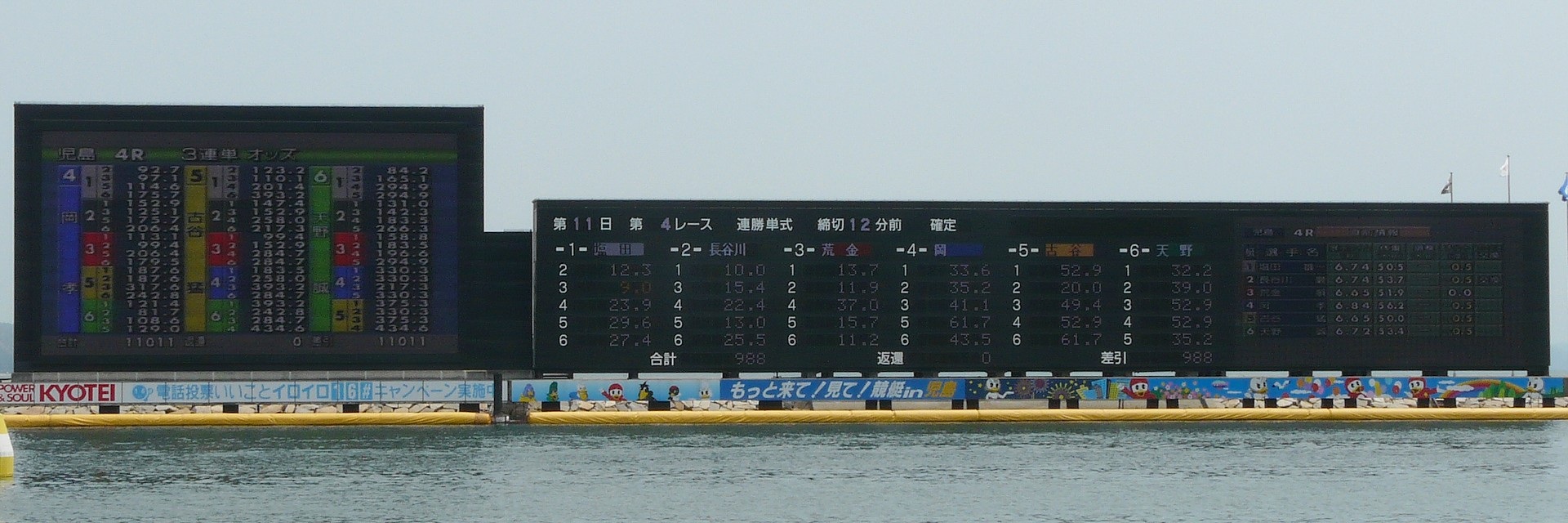
電光掲示板

## 主要開催競走
例年11月頃に、周年記念(GI)として「キングカップ」が、企業杯 (GIII) として「シモデンカップ」が行なわれている。
ルーキーリーグの名称は「瀬戸の若鷲決定戦競走」。オールレディースの名称は「瀬戸の女王決定戦」。
正月には岡山県モーターボート選手権大会、ゴールデンウィークには鷲羽杯、お盆には天領杯が行なわれている。
企画レースとして、1Rに「朝とくガァ～コ戦」(1号艇にA級選手、2～6号艇にB級選手)、4Rに「コジマだ4(よ)っ！」(4号艇にA級または相当する選手)、5R「日替艇食戦」(A級選手が走るA艇食､女子選手が走るレディースセットなどが日替わりで登場)、6R「昼とくクラリス戦」(1、2、3号艇がA級選手、4、5、6号艇がB級選手)、9R「これしか9(ないん)じゃ！」(場内での予想イベント等を実施)が実施されている。
その他、SG・プレミアムGIを除く競走では初日および2日目の12Rに「シモデンドリーム」や「ガァ～コドリーム」を設ける。

## SG開催実績
| 年度 | 競走名                                                           | 優勝者     | 登番 | 出身 |
| ---- | ---------------------------------------------------------------- | ---------- | ---- | ---- |
| 1968 | 第14回モーターボート記念競走                                     | 中止       | 中止 | 中止 |
| 1981 | 第16回総理大臣杯競走                                             | 平尾修二   | 2485 | 香川 |
| 1994 | 第40回モーターボート記念競走                                     | 関忠志     | 2380 | 岡山 |
| 1996 | 第23回笹川賞競走                                                 | 松井繁     | 3415 | 大阪 |
| 1999 | 第34回総理大臣杯競走                                             | 今垣光太郎 | 3388 | 石川 |
| 1999 | 第45回モーターボート記念競走                                     | 山本浩次   | 3558 | 岡山 |
| 2001 | 第4回チャレンジカップ競走                                        | 西島義則   | 3024 | 広島 |
| 2004 | 第7回チャレンジカップ競走                                        | 田村隆信   | 4028 | 徳島 |
| 2008 | 第43回総理大臣杯競走                                             | 松井繁     | 3415 | 大阪 |
| 2011 | 第21回東日本大震災被災地支援競走・グランドチャンピオン決定戦競走 | 瓜生正義   | 3783 | 福岡 |
| 2012 | 第15回チャレンジカップ競走                                       | 平尾崇典   | 3822 | 岡山 |
| 2017 | 第52回ボートレースクラシック                                     | 桐生順平   | 4444 | 埼玉 |
| 2019 | 第66回ボートレースダービー                                       | 毒島誠     | 4238 | 群馬 |
| 2021 | 第31回グランドチャンピオン                                       | 前本泰和   | 3573 | 広島 |
| 2023 | 第28回オーシャンカップ                                           | 羽野直也   | 4831 | 福岡 |

## アクセス
2019年8月までは、JR復路運賃の払い戻しサービスを行っていた。2010年11月19日までは往復とも払い戻し対象となっていた。
かつては近くに下津井電鉄線（1991年1月1日廃止）が走っており、琴海駅が最寄り駅で1988年（昭和63年）のJR瀬戸大橋線開業まで、四国丸亀港から下津井港へのフェリー利用客も含めて競艇開催日には多くの利用客があった。
- 自動車：瀬戸中央自動車道児島IC、瀬戸大橋線（本四備讃線）の（JR西日本）児島駅から車で5分。[8] 2,500台収容の無料駐車場がある。
- 路線バス（下電バス）：下津井循環バス・とこはい号の児島ボートレース場正門前、もしくは児島ボートレース場第二入場門前下車。
- 無料送迎バス
  - 開場日
    - JR児島駅前から随時運行（下電バス）
    - 倉敷駅から天城経由、塩生経由（下電バス）[8]

  - 本場開催日（SG、G1など記念レースの場合には増便されることがある）
    - 岡山天満屋バスセンター～国道30号線（下電バス）
    - 金光駅～新倉敷駅～水島（両備バス）[9]。
- 過去のバス路線：本場開催日のみ
  - 赤磐市山陽～西大寺駅（下電バス・JRバス中国）
  - 矢掛駅～井原BC～笠岡駅（井笠鉄道）
  - 総社市役所～清音～弥生～水島港（下電バス・中鉄バス、2024年4月12日まで）
  - 愛媛県から伊予三島駅～川之江駅（琴参バス、2003年3月9日まで）
  - 高知県から高知駅～南国（土佐電バス、2003年3月9日まで）
  - 広島県から福山駅南口（福山郵便局前）～広尾（北振バス、2024年4月12日まで）

など四国地域を含めて近県各地から無料シャトルバスがあったが、各地に場外舟券売り場（ボートピア）の開設や電話投票、ネット投票の拡充などもあり廃止された。
- 過去の無料高速艇：本場開催日のみ
  - 坂出港や丸亀港から児島観光港まで1往復運行されていた。なお、視界不良時や荒天時には欠航になりバス代行される場合があった。

## 場外発売場
ボートレースチケットショップ松江（ボートピア松江）（2000年8月13日開設）：島根県松江市寺町198-57
- 松江駅から徒歩で5分

ボートレースチケットショップ井原（ミニボートピア井原）（2013年12月14日開設）：岡山県井原市下出部町519-4
- いずえ駅から徒歩で5分

ボートレースチケットショップ岡山わけ（2021年7月27日開設）：岡山県和気郡和気町本120番地の1
- 和気駅から無料送迎バスで10分

## 外向発売所
児島ガァ～コピア（2011年9月20日開設）：岡山県倉敷市児島元浜町790-1
- 旧外向前売投票所「ポートウインク」に新たな投票施設を増設し、「児島ガァ〜コピア」としてリニューアル
- 児島駅から徒歩約20分

## 岡山支部の主な選手
- 万谷章（1710・岡山）
- 山室展弘（3070・岡山）
- 川崎智幸（3300・東京）
- 寺田千恵（3435・岡山）
- 山本浩次（3558・岡山）
- 荒井輝年（3685・岡山）
- 森岡真希（3802・岡山）
- 平尾崇典（3822・岡山）
- 三松直美（3943・岡山）
- 堀之内紀代子（4011・岡山）
- 田口節子（4050・岡山）
- 金田幸子（4065・岡山）
- 吉田拡郎（4166・岡山）
- 山口達也（4370・岡山）
- 茅原悠紀（4418・岡山）
- 守屋美穂（4482・岡山）
- 樋口由加里（4501・岡山）
- 喜井つかさ（4536・岡山）

## その他
- せんい児島瀬戸大橋まつり - 繊維産業の集積地である児島をPRする目的で春と秋の年2回、当競艇場で開催。
- 第1回倉敷国際トライアスロン大会 - 2011年7月10日開催。スイム1.5kmは競走水面を使用。バイク・ランの中継地点としても使用された。
- 2002年8月22日、『ボートピア松江開設2周年記念競走』開催2日目の第6競走[11] において、複勝式の払戻金がそれぞれ249,810円、172,790円となったことがあった。当レースの複勝式の投票数は59,959票(売り上げ5,995,900円)で、そのうちのほぼ全てが2号艇・崎野俊樹に投じられていた。しかし、崎野は複勝的中圏外の3着に敗れ、4号艇(1着)、3号艇(2着)がそれぞれ的中となった。的中枚数は4号艇9票、3号艇13票であった[12]
- 2018年3月27日に選手宿舎食堂で食中毒が発生し、体調不良者が多数発生。翌28日から30日までのレースが全て中止、開催打ち切りとなった[13]。
- 2022年11月1日の第7レース（GIIIオールレディース予選）で、6号艇の黒明花夢（5113・岡山。黒明良光の孫）が勝利。入選着順が6-1-5（119番人気）、3連単の払戻金が761,840円となって全国の競艇における歴代最高配当額となった（それまでの最高配当額は2011年5月22日の徳山第2レースでの3連単682,760円）[14]。
- 2023年7月23日の第12R（SG第28回オーシャンカップ優勝戦）で、5号艇の羽野直也が優勝。入着順が5-3-4になり3連単の払戻金が160,260円（103番人気）となりSG優勝戦史上最高配当となった。今までのSG優勝戦最高配当は2005年6月26日の下関SG第15回グランドチャンピオン優勝戦での6万390円だったので、その時の配当を10万円も超えての記録更新となった。